# منفی‌ساز گویشی و بومی در زبان انگلیسی
در زبان انگلیسی از Ain't برای منفی‌سازی در حالت گفتاری و بومی استفاده می‌گردد. کلمه محلی و بومی Ain't حالت کوتاه شده و گویشی "is not", "are not", "has not", "have not" و "am not" می‌باشد. در برخی لهجه‌های زبان انگلیسی Ain't حالت کوتاه شده و گویشی "do not" و "does not" نیز هست.